# Wilhelm Fitzenhagen
Wilhelm Karl Friedrich Fitzenhagen (15 septembre 1848, Seesen – 14 février 1890, Moscou) est un violoncelliste allemand, compositeur et professeur au Conservatoire de Moscou pendant une vingtaine d'années ; bien connu aujourd'hui pour être le dédicataire des Variations sur un thème Rococo de Piotr Ilitch Tchaïkovski.

## Biographie
Fitzenhagen est né à Seesen dans le Duché de Brunswick, où son père est en poste en tant que directeur de la musique. Il commence la musique à cinq ans, recevant des leçons de piano, de violoncelle et de violon. Plusieurs fois il remplace au pied-levé des instrumentistes à vent absents, et donne son premier concert public à douze ans. En 1862, à quatorze ans, il commence des études poussées au violoncelle avec Théodore Müller (en). Trois ans plus tard, il joue pour le duc de Brunswick, qui le libère de l'obligation du service militaire. En 1867, quelques nobles lui permettent d'étudier une année avec Friedrich Grützmacher. Un an plus tard, il est nommé à la Staatskapelle de Dresde, où il commence sa carrière de soliste.
L'interprétation de Fitzenhagen au festival Beethoven de Weimar en 1870, attire l'attention de Franz Liszt qui en était autrefois le directeur musical. Liszt tente de convaincre Fitzenhagen de se joindre à l'orchestre de la cour, mais Fitzenhagen s'était engagé auprès de d'Anton Rubinstein pour enseigner au Conservatoire de Moscou, nouvellement fondé. Fitzenhagen est bientôt considéré comme un pédagogue de premier ordre en Russie et également comme soliste et musicien de chambre. Il est nommé violoncelliste solo de la Société musicale russe et l'Union orchestrale et musicale de Moscou et fait de nombreuses apparitions en soliste dans le cadre de l'Union. Il développe une solide amitié avec Tchaïkovski, donnant les premières des trois quatuors à cordes (1871–76) et du trio avec piano, op. 50 (1882), en tant que membre de l'association de quatuor russe.
Fitzenhagen forme nombre d'excellents violoncellistes, notamment Anatoli Brandoukov et Joseph Adamowski. Ce dernier s'installe en Amérique en 1889 pour créer l'Orchestre symphonique de Boston et aide au programme de pension pour l'orchestre. Adamowski a également créé un quatuor à cordes qui porte son nom et a enseigné au New England Conservatory de Boston.
Fitzenhagen meurt à Moscou le 14 février 1890.

## Fitzenhagen et lesVariations Rococo
Fitzenhagen donne la première des Variations sur un thème Rococo de Tchaïkovski, partition qui lui est dédiée le 30 novembre 1877. Le compositeur a laissé une grande liberté au soliste pour modifier la partie soliste, mais Fitzenhagen en plus choisit de modifier l'alternance des variations, sans doute pour mettre en valeur le soliste. La variation en ré mineur était originellement en troisième position dans la partition de Tchaïkovski, et elle a été inversée avec la septième, et la huitième a purement et simplement été supprimée. Fitzenhagen a pu se justifier après un concert au festival de Wiesbaden, en juin 1879, comme il l'écrit à Tchaïkovski : « j'ai produit un tollé d'applaudissements avec vos variations. J'ai tellement plu que je fus rappelé trois fois et après l'Andante (variation en ré mineur), il y avait un tonnerre d'applaudissements. Liszt m'a dit, « Vous m'avez transporté ! Vous avez joué magnifiquement ! » et au sujet de votre pièce, il a observé : « Maintenant, au moins, il y a de la vraie musique ».
La manière dont Tchaïkovski a perçu les modifications ou altérations radicales de Fitzenhagen est difficile à dire. Après la parution de l’arrangement pour violoncelle et piano dans l'ordre établi par Fitzenhagen en 1878, Tchaïkovski se plaignait à son éditeur P. Jurgenson que Fitzenhagen avait mal lu partition. Plus tard cependant, il exprimait des regrets sur les transformations de Fitzenhagen encore plus négativement. Lorsque le violoncelliste Anatoliy Brandukov se rapprocha de Tchaïkovski juste avant la publication de la partition d'orchestre en 1889, il trouva le compositeur « fort bouleversé, me regardant comme s'il était malade. Quand je lui demandai : « Quel est le problème selon vous ? » Pyotr Ilyich, pointant du doigt la table d'écriture a déclaré : « Cet idiot de Fitzenhagen est passé par là. Regardez ce qu'il a fait de la pièce, il a tout modifié ! » Quand je demandais quelle mesure il allait prendre concernant cette composition, Pyotr Ilyich a répondu : « Le diable l'emporte ! Laissons-ça comme c'est ! ». »
L'ordre imposé par Fitzenhagen en 1878 est de nos jours toujours celui joué au répertoire, malgré la découverte ultérieure et la restauration de l'ordre original du compositeur en 1950 par le violoncelliste Sviatoslav Knouchevitski.

## Compositions (sélection)
Fitzenhagen a écrit plus d'une soixantaine d'œuvres pour le violoncelle. Notamment quatre concertos, une suite pour violoncelle et orchestre, un quatuor à cordes, des mélodies et nombre de pièces de salon. Il a gagné un prix de l'union de musique de chambre de Saint-Pétersbourg pour son quatuor à cordes. Cependant peu de ses œuvres sont encore jouées.
- Op. 1 : Romance
- Op. 2 : Concerto pour violoncelle et orchestre no 1, en si mineur
- Op. 3 : Deux chants sans parole pour violonncelle et piano
- Op. 4 : Concerto Fantastique, pour violoncelle et orchestre no 2, en la mineur
- Op. 5 : Tarantella
- Op. 6 : Nocturne, pour piano et harpe
- Op. 8 : Résignation, chant sacré sans parole pour violoncelle et orgue/piano, en mi bémol majeur
- Op. 10 : Ballade, pour violoncelle et orchestre, ou piano
- Op. 13 : Impromptu
- Op. 14 : Mazurka de concert
- Op. 15 : Consolation, pour violoncelle et orgue ou piano
- Op. 16 : Trois pièces faciles, pour violoncelle
- Op. 20 : Deux morceaux de salon, pour violoncelle
- Op. 21 : Élégie
- Op. 22 : Trois petites pièces, pour un jeune violoncelliste
- Op. 23 : Quatuor à cordes, en ré mineur
- Op. 24 : Perpetual Motion Machine, pour violoncelle et piano
- Op. 25 : Variations légères, en sol majeur sur un thème original, pour violoncelle et orchestre
  - Arrangement : pour piano, Breitkopf (no 3280)
  - Arrangement : pour piano, édité par G. Bostrem
- Op. 26 : Feuille d'album
- Op. 27 : Trois morceaux de salon, pour violoncelle
- Op. 28 : 40 Exercices et études techniques pour le violoncelle
- Op. 29 : Trois pièces faciles sur la première position
- Op. 31 : Valses de concert pour quatre violoncelles
- Op. 32 : Marche funèbre
- Op. 33 : Variations sur un thème Rococo pour violoncelle et orchestre
- Op. 34 : Fantaisie sur des motifs extraits de l'opéra Le Démon d'Anton Rubinstein
- Op. 35 : Sérénade, pour violoncelle seul en sol majeur
- Op. 36 : Gavotte, en la majeur
- Op. 40 : Capriccio
- Op. 41 : Ave Maria pour quatre violoncelle
- Op. 42 : Gavotte no 2 pour violoncelle et piano
- Op. 43 : Impromptu
- Op. 44 : Nocturne
- Op. 45 : Menuet
- Op. 59 : The Spinnerin pour quatre violoncelles
- Op. 62 : Suite pour violoncelle, orchestre et piano
- Op. 63 : Concerto pour violocnelle et orchestre no 3, en la mineur

## Liens contextuels
- Variations sur un thème Rococo